# Диявол (новела)
«Дия́вол» (фр. Le Diable) — новела французького письменника Гі де Мопассана, видана в 1886 році. Сюжет твору розповідає про смерть літньої жінки від переляку, у якій опосередковано були зацікавлені двоє найближчих для неї людей — син і доглядальниця.

## Історія
Вперше ця новела побачила світ у газеті «Le Gaulois» 5 серпня 1886 року. Пізніше Гі де Мопассан включив її до збірки «Горля». Український переклад твору здійснила Людмила Івченкова. В її перекладі новелу надрукували у видавництві «Дніпро» двічі: у восьмитомному зібранні творів Гі де Мопассана (1969—1972) і двотомному виданні вибраних творів письменника (1990).

## Сюжет
Хоча пані Бонтан мала 92 роки, та нагодилася помирати невчасно — у самі жнива. Лікар вимагає, щоби син перебував біля її ліжка постійно, однак з економічних міркувань той вирішує приділити увагу збиранню врожаю. Проте стару не можна лишати вдома саму, тому Оноре Бонтан наймає доглядальницею тітку Рапе. Стара карга вже втратила здатність співчувати помираючим, але і Бонтан теж не поступається їй захланністю. Він не бажає платити за роботу подобово, небезпідставно побоюючись, що мати так швидко не поступиться і йому доведеться викласти чимало. Він умовляє Рапе на акордну виплату, а та, сподіваючись на швидку смерть немічної жінки, погоджується.
Ввечері Оноре приходить з поля, потай сподіваючись, що найгірша хвилина вже минула, але мати все ще жива. Наступного дня свою економічну поразку усвідомлює тітка Рапе, однак вона не збирається сидіти, склавши руки. Доглядальниця починає розповідати пані Бонтан страшні історії про диявола, що приходить до ліжка помираючих. Потім перевдягається і з'являється на очі літній жінці у «диявольському» вигляді. Від переляку та помирає. Ввечері Оноре підрахував, що тітка Рапе виграла в нього один франк.

## Аналіз твору
В гостросоціальній новелі «Диявол» Гі де Мопассан підіймає питання родинних почуттів, зокрема, синівської відданості матері, критикує жадібність, антигуманний раціоналізм у стосунках між близькими, показує самотність помираючої людини, яка далеко не завжди обумовлена самотністю фізичною. Першим зрадником літньої жінки виступає син, який «обмінює» її на врожай. Його намагання дотриматись формальної пристойності наштовхується на тарифи жадібної доглядальниці Рапе. В цьому змаганні двох рахубних особистостей немає переможців. Син «втрачає» на грошах, Рапе досягає свого, але ціною фактичного убивства, що є тяжким кримінальним злочином і смертним гріхом. Дуже показовою стає і ціна людського життя, програного Бонтаном і Рапе в боротьбі з власною совістю — один франк.
Зміст цієї новели має багато спільного із сюжетом новели «Барильце», в якій жадібний шинкар укладає угоду поступового викупу ферми у старої жінки, але зрозумівши, що чекати на її смерть доведеться довго, споює жертву та доводить до передчасної смерті.